# Miriam Lanzoni
Miriam Julia Lanzoni (Pampa del Infierno, Chaco, 19 de febrero de 1980) es una actriz, guionista, productora y empresaria argentina.

## Biografía
Desde muy pequeña se interesó por la actuación asistiendo a varios cursos y talleres en su provincia. Cumplidos sus 18 años y sin el permiso de sus padres viajó a Buenos Aires sola para estudiar actuación y buscar allí su futuro. Sus primeros trabajos en Buenos Aires fueron los de niñera, cuidadora de ancianos, mesera y todo tipo de trabajo para subsistir.
Estudió con Lito Cruz, Lorenzo Quinteros, Carlos Moreno (actor), Martín Adjemián, Augusto Fernández y Joe Morris. Años más tarde se perfeccionó en el Sheakspeare’s Globe Theatre en Londres. 
Estuvo casada desde el 2006 con el periodista Alejandro Fantino, hasta 2016.
Actualmente en pareja con Christian Halbinger.   

## Carrera
Apenas llegó a Buenos Aires formó parte de distintas obras en el circuito under.
Su primera participación en una serie fue en el programa Contrafuego, emitido en el año 2002 en la pantalla de Canal 9. A partir de ese momento, Miriam no dejó de trabajar, pasando  por ciclos como Rosa, Violeta y Celeste, Champs 12 y Herencia de amor, Dulce amor , entre tantos. Luego le llegó el cine y el teatro comercial.
Durante los últimos años, Lanzoni ha tenido participaciones destacadas en las novelas que participó.
En 2011 hizo una participación en el unitario Víndica, emitido por América TV.
En 2012 trabajó en la telenovela Dulce amor emitido por Telefé, interpretando el papel de Carmen.
En 2013 antagonizaría la novela Esa mujer protagonizada a por Andrea del Boca, entre otros, emitida por la TV Pública/Canal 7.
En 2014 fue parte del certamen de baile Bailando 2014, emitido dentro del programa Showmatch, gracias a ese programa cobró mucha popularidad. Ese mismo año cantó en Tu cara me suena 2.
Paralelamente se afianzaba en el Cine y el teatro comercial, protagonizando películas como “Cruzadas” y en teatro “Algunad mujeres a las que le cague la vida” sucedo teatral por 5 años.
Y luego llegarían 
“Sin senos si hay paraíso” para Fox Telecolombia.
“Me Chama de Bruna” donde es la antagonista de la popular serie de Fox Brasil. 
“Tormenta de amor” para Fox Telecolombia y Caracol.
En la actualidad, además de seguir con sus trabajo como actriz, Miriam está abocada a la creación de contenidos originales, guiones de películas, series y documentales. Se asoció con la productora 3 C Films Group con la cual ofrece servicios de scouting de locaciones, casting, producción en general, y  distribución de los contenidos.

## Televisión

### Ficciones
| Año         | Título                   | Personaje               | Tem | Notas                                          |
| ----------- | ------------------------ | ----------------------- | --- | ---------------------------------------------- |
| 2008        | Socias                   | Carla                   | 1   | Participación especial                         |
| 2008        | Valentino, el argentino  | Pía Valente             | 1   | Participación especial                         |
| 2009        | Dromo                    | Cinthia                 | 1   | Capítulo 5: "Latidos"                          |
| 2009        | Champs 12                | Malena Ríos             | 1   | Antagonista invitada                           |
| 2009        | Herencia de amor         | Erika                   | 1   | Participación especial                         |
| 2011        | Víndica                  | Ana Kiosquera           | 1   | Capítulo 6: "Muñecas" Capítulo 8: "El paquete" |
| 2011        | El elegido               | Felisa Perez            | 1   | Recurrente                                     |
| 2012 - 2013 | Dulce amor               | Carmen                  | 1   | Participación especial                         |
| 2013 - 2014 | Mis amigos de siempre    | Mara Vallejos           | 1   | Antagonista invitada                           |
| 2014        | Esa mujer                | Patricia López Zambrano | 1   | Antagonista                                    |
| 2016        | El señor de los cielos   | Melisa                  | 4   | Participación especial                         |
| 2016        | Tormenta de amor         |                         |     | Fox para RCN                                   |
| 2016        | Sin senos sí hay paraíso | Belén                   | 1   | Recurrente                                     |
| 2017        | Llámame Bruna            | Valeria Andrade         | 2   | Recurrente                                     |
| 2019        | Millennials              | Lic. Antúnez            | 2   | Participación especial                         |
| 2020        | Separadas                | Andrea Giron            | 1   | Antagonista invitada                           |

### Programas y Realities show
| Año  | Título                     | Rol          | Pos° | Notas                                               |
| ---- | -------------------------- | ------------ | ---- | --------------------------------------------------- |
| 2014 | Bailando por un sueño 2014 | Participante | 20°  | 8.ª eliminada                                       |
| 2014 | Tu cara me suena 2         | Beyoncé      | -    | Reemplazo de Coki Ramírez (Perdedora de la gala 29) |
| 2016 | Los ángeles de la mañana   | Panelista    | -    |                                                     |
| 2019 | Encuarentena2              | Liz          | -    | Productora, coguionista                             |
| 2021 | Corte y confección Famosos | Participante | 4°   | Semifinalista                                       |

## Teatro
| Año               | Obra                                        |
| ----------------- | ------------------------------------------- |
| 2004              | Historias Clasificadas                      |
| 2005              | Perras                                      |
| 2005 - 2009       | El Lesionado                                |
| 2006 - 2010 -2011 | Locos de Contento                           |
| 2008              | Feizbuk Hot                                 |
| 2011 - 2012       | Papá Querido                                |
| 2013 - 2015       | Algunas mujeres a las que les cagué la vida |
| 2016              | Clímax                                      |
| 2016              | La familia bomba                            |
| 2017 -2020        | Casi felices                                |
| 2018              | Mi familia es así                           |
| 2021/22           | El enganche                                 |
| 2023              | Nunca te fíes de una mujer despechada       |

## Cine
| Año  | Título                               | Personaje          | Director           |
| ---- | ------------------------------------ | ------------------ | ------------------ |
| 2010 | El abismo todavía estamos            | Sonia              | Pablo Yotich       |
| 2011 | Cruzadas                             | Liz                | Diego Rafecas      |
| 2012 | Fuera de juego                       | Lourdes            | David Marqués      |
| 2012 | Cuatro de Copas                      | Ines               | Pablo Yotich       |
| 2013 | Cuando yo te vuelva a ver            | Ethel              | Rodolfo Durán      |
| 2013 | Back to the Siam                     | Hija de Martín Fox | Gonzalo Roldán     |
| 2015 | Ley Mortal                           | Nina Duarte        | Juan Manuel Olmedo |
| 2016 | El encuentro de Guayaquil            | Silvia             | Nicolás Capelli    |
| 2022 | Antes del adios                      | Magui              | Pablo Yotich       |
| 2022 | Partida, la verdad no le teme a nada | Maru               | Diego Suárez       |

## Discografía

### Sencillos
1. Llámame en ti, 2008
2. De mortal ed, 2008